# Белчестер (город, Миннесота)
Беллчестер (англ. Bellechester) — город  в округах Гудхью,Уабаша, штат Миннесота, США. На площади 0,8 км² (0,8 км² — суша, водоёмов нет), согласно переписи 2002 года, проживают 172 человека. Плотность населения составляет 209,9 чел./км².
- FIPS-код города — 27-04798[1]
- GNIS-идентификатор — 0639895[2]